# Wiggenhall St Peter
Wiggenhall St Peter är en by i civil parish Wiggenhall St. Germans, i distriktet King's Lynn and West Norfolk, i grevskapet Norfolk i England. Byn är belägen 7 km från King's Lynn. Wiggenhall St Peter var en civil parish fram till 1935 när blev den en del av Wiggenhall St Germans. Civil parish hade 184 invånare år 1931.